# Socotroonops socotra
Socotroonops socotra is een spinnensoort in de taxonomische indeling van de Dwergcelspinnen (Oonopidae).
Het dier behoort tot het geslacht Socotroonops. De wetenschappelijke naam van de soort werd voor het eerst geldig gepubliceerd in 2002 door Michael Saaristo & van Harten.